# RR Lyrae
RR Lyrae là một sao biến quang trong chòm sao Thiên Cầm, nằm gần biên giới với chòm sao bên cạnh Thiên Nga. Là ngôi sao sáng nhất trong lớp sao của nó, nó được lấy tên để đặt cho lớp sao biến quang kiểu RR Lyrae và nó đã được nghiên cứu kỹ lưỡng bởi các nhà thiên văn học. Các sao biến quang kiểu RR Lyrae đóng một vai trò quan trọng như những ngọn nến chuẩn được sử dụng để đo đạc các khoảng cách thiên văn.